# Aeroportul General Lucio Blanco
Aeroportul General Lucio Blanco (IATA: REX, ICAO: MMRX) este un aeroport din Tamaulipas, Mexic ce deservește zona Reynosa⁠(d). Aeroportul a fost tranzitat în 2023 de 540.122 de pasageri. A fost numit după Lucio Blanco⁠(d).
Situat la o altitudine de 42 m, aeroportul dispune de 1 pistă. Este operat de Grupo Aeroportuario Centro Norte⁠(d).

## Infrastructură

### Piste
Aeroportul dispune de o singură pistă. Pista 13/31 are suprafața de asfalt și dimensiunile 1.903 m × 44 m. 